# 长风乡
长风乡，是中华人民共和国安徽省安庆市迎江区下辖的一个乡镇级行政单位。

## 行政区划
长风乡下辖以下地区：
枞南村、合兴村、联兴村、将军村、新义村、营盘村、长风村、新建村、前江村、元桥村、高松村、柘山村和柘林村。